# باريش (صور)
باريش هي إحدى القرى اللبنانية من قرى قضاء صور في محافظة الجنوب.

## لمحة تاريخية
بلدة باريش البلدة العاملية الجنوبية التي تعرف ببعض الزراعات البعلية والخضار بالإضافة إلى الحنطة.
اسمها باريش أو بيريش ويعني بيت الرئيس أو المقدم، هذا بالسريانية. أما بالفينيقية فتعني شجر السرور، فيها عدد من النواويس والأجران والينابيع القديمة، تعتمد بمعظم اقتصادها على موارد أهلها المغتربين .للقرية حدود مع بلدة معروب من الغرب أما من الشرق فيوجد دردغيا و صريفا

## الموقع
تقع بلديّة باريش في قضاء صور أحد أقضية محافظة الجنوب .
تبعد باريش حوالي 89 كلم عن بيروت عاصمة لبنان. ترتفع حوالي 350 م عن سطح البحر

## المساحة
وتمتد على مساحة تُقدَّر بـ 404 هكتاراً

## السكان
عدد السكان 5000 نسمة، المغتربين 1500 [بحاجة لمصدر]
السكان جميعهم مسلمون واغلبهم مغتربين خارج الوطن في أفريقيا، الخليج، أمريكا، كندا وأستراليا